# Viktória Múl·lova
Viktória Iúrievna Múl·lova (rus: Виктория Юрьевна Муллова, nascuda el 27 de novembre de 1959) és una violinista russa. Coneguda sobretot per les seves interpretacions i enregistraments de diversos concerts de violí, composicions de J.S. Bach, i les seves interpretacions innovadores de música popular i de jazz de Miles Davis, Duke Ellington, els Beatles, i d'altres.

## Biografia i carrera primerenca
Múl·lova va néixer a Jukovski, a prop de Moscou, a la Unió soviètica. Després d'estudiar a l'Escola de Música Central de Moscou i al Conservatori de Moscou amb Leonid Kógan, l'any 1980 va guanyar el primer premi del Concurs internacional de violí Jean Sibelius a Hèlsinki i la Medalla d'Or al Concurs Internacional Txaikovski l'any 1982.

## Deserció
Durant una gira per Finlàndia l'any 1983, Múl·lova i el seu amant, Vakhtang Jordania, que es presentava com el seu acompanyant per poder desertar junts, va deixar l'hotel a Kuusamo, després que Jordania digués a l'agent del KGB que els seguia que Múl·lova es trobava malament després de beure durant la festa després del concert. El violí Stradivarius, propietat de la Unió soviètica, es va quedar darrere el llit de l'hotel. El periodista Jyrki Koulumies, de YLE, juntament amb el fotògraf Caj Sundman, els van acompanyar en un cotxe llogat a travessar la frontera via Haaparanta fins a Luleå, a Suècia, on van volar fins a Estocolm.
En aquell temps, la policia sueca va tractar els joves músics fugats com a qualsevol altre polític desertor del bloc oriental: van suggerir que la parella podria fer estada el cap de setmana en una casa d'acollida fins que l'Ambaixada americana obrís per poder sol·licitar asil polític. Per tant, durant dos dies van restar amb noms falsos a la casa d'acollida sense ni tan sols sortir a l'exterior, perquè les seves fotografies eren portada de tots els diaris suecs i internacionals. Dos dies més tard, arribaren a Washington DC amb visats americans a les seves butxaques.

## Vida a l'oest
Múl·lova ha fet molts enregistraments, incloent el seu debut després de l'alliberament, dels concerts per a violí de Tchaikovsky i Jean Sibelius, que va ser reconegut amb el Grand Prix du Disque.
Va formar el Mullova Chamber Ensemble a mitjans dels 90. El grup ha fet gires per Itàlia, Alemanya i holanda, i ha enregistrat els concerts per a violí de Bach per Philips Clàssics. L'any 1995 va ser nominada per un Premi Grammy pel seu enregistrament de les Partites per a violí sol de Bach. I aquell any va guanyar l'Eco Klassik award, premi de la Japanese Record Academy, i el premi Deutsche Schallplattenkritik pel seu enregistrament del concert per a violí de Brahms. El seu enregistrament del Trio num. 1 en Si major de Brahms i el Trio de l'Arxiduc de Beethoven,  amb André Previn i Heinrich Schiff editat també el 1995, rebent un Diapasó d'Or.
La carrera internacional de Mulliova com a solista inclou actuacions amb la Royal Concertgebouw Orquestra, l'Orquestra Philharmonia, l'Orquestra Filharmònica de Berlín, l'Orquestra Simfònica de Viena, l'Orquestra Simfònica de Mont-real, l'Orquestra Simfònica de San Francisco i l'Orquestra Simfònica de la Ràdio de Baviera. També ha actuat com a solista i directora amb l'Orchestra of the Age of Enlightenment.
Múl·lova toca el Jules Falk Stradivarius de 1723 i un violí fet el 1750 per Giovanni Battista Guadagnini. Els seus arc inclouen un arc d'estil barroc fet per un fabricant modern, un Dodd i un Voirin.

## Vida personal
Actualment, Múl·lova viu a Holland Park, a Londres, Anglaterra, amb el seu marit, el violoncelista Matthew Barley, i tres fills: Misha, de la seva relació amb el director Claudio Abbado, Katia, de la seva relació amb el violinista Alan Brind, i Nadia, del seu matrimoni amb Barley.

## Discografia selecta
- Sonates per a violí nums. 3 i 9 de Beethoven(Onyx 4050). Amb Kristian Bezuidenhout; 2010
- Sonates i partites per a violí solo, de JS Bach (Onyx 4040); 2009
- Sonates per a violí i clavicèmbal, de JS Bach (Onyx 4020). Amb Ottavio Dantone; 2007
- Els 5 concerts per a violí de Vivaldi (Onyx 4001). Amb Il Giardino Armonico; 2005
- Concerts per a violí de Beethoven i Mendelssohn(Philips, 473 872-2). Amb Orchestre Révolutionnaire et Romantique, dirigida per John Eliot Gardiner; 2003
- Concerts per a violí nos. 1, 3-4 de Mozart (Philips, 470 292). Amb Orchestra of the Age of Enlightenment; 2002
- Through the Looking Glass  (Philips, 464 184-2). Amb Matthew Barley i Between the Notes; 2000
- Concerts per a violí de Bartók i Stravinsky (Philips, 456 542-2). Amb Los Angeles Philharmonic Orquestra, dirigida per Esa-Pekka Salonen; 1997
- Sonates per a violí de Brahms (Philips, 446 709-2). Amb el pianista Piotr Anderszewski; 1997